# نخر سلزماني
نخر سلزماني (الاسم العلمي:Tilletia salzmannii) هو نوع من الفطريات يتبع جنس النخر من الفصيلة النخرية.